# DHB-Pokal 1986
Der DHB-Pokal 1986 war die 12. Austragung des Handballpokalwettbewerbs der Herren. Im Finale, das aus Hin- und Rückspiel bestand, ging der MTSV Schwabing, der sich gegen den VfL Gummersbach durchsetzte,  zum ersten Mal als Sieger hervor. Damit qualifizierten sich die Schwabinger für den Europapokal der Pokalsieger 1986/87, wo sie bis ins Halbfinale vordrangen.

## Modus
Es traten insgesamt 64 Mannschaften aus der Bundesliga, der 2. Bundesliga, der Regionalliga (3. Liga), der Oberliga (4. Liga) und dem Landesverband unterhalb der Oberliga im K.-o.-System gegeneinander an. In den ersten zwei Runden wurde das Teilnehmerfeld nach territorialen Gesichtspunkten in Gruppe Nord und Süd unterteilt. Danach ging es einheitlich weiter und es erfolgte die weitere Ausspielung in Achtel-, Viertel und Halbfinale sowie einem Finale, das aus Hin- und Rückspiel bestand.

## 1. Hauptrunde
Qualifiziert waren für die 1. Hauptrunde folgende 64 Mannschaften, die hier nach ihrer Ligazugehörigkeit während der Saison 1985/86 aufgelistet sind.
 Gespielt wurde am 15. März 1986.
| Bundesliga | 2. Bundesliga | Regionalliga | Oberliga | Landesverband |
| - VfL Gummersbach - THW Kiel - TUSEM Essen - MTSV Schwabing - TV Großwallstadt (TV) - HSG TuRU Düsseldorf - TuS Hofweier - TSV GWD Minden - Reinickendorfer Füchse - TBV Lemgo - SG Weiche-Handewitt - OSC Thier Dortmund - VfL Günzburg - Frisch Auf Göppingen (TV) – Titelverteidiger | Staffel Nord - HC TuRa Bergkamen - VfL Hameln - DSC Wanne-Eickel - TuS Nettelstedt - TSV Bayer 04 Leverkusen - SG VTB/Altjührden - VfL Fredenbeck - TSB Flensburg - TSV Bayer Dormagen - SG Olympia Longerich - TSV Verden - MTV Herzhorn - TV Emsdetten - VfL Lichtenrade Staffel Süd - TV Hüttenberg - SG Wallau/Massenheim - SG Leutershausen - TSV Milbertshofen - TuSpo Nürnberg - TuS Schutterwald - TuS Griesheim - TSV Jahn Gensungen - TSV Birkenau - TuS Eintracht Wiesbaden - TSV 05 Rot - TSV Oftersheim - VfL Heppenheim - VfL Pfullingen | Nord - VfL Bad Schwartau - TS Großburgwedel - TSV Ellerbek Berlin - SV Blau-Weiß Spandau - Akademischer Turnverein zu Berlin West - TSG Herdecke - TV Oppum - Wermelskirchener TV - LTV Wuppertal Südwest - TSG Groß-Bieberau - TuS 04 Dansenberg - HSC Frankenthal Süd - SKV Oberstenfeld - TG 1848 Donzdorf | Oberliga Schleswig-Holstein - Blau-Weiß Wittorf Oberliga Nordsee - SGO Bremen Oberliga Rheinland - TV 1891 Moselweiß Oberliga Rheinhessen - TSG Eintracht Mombach Oberliga Württemberg - TV Weilstetten | Verbandsliga Bayern Nord - TSV 1861 Zirndorf Bezirksliga Württemberg - TV Plochingen 2. Bezirksliga Darmstadt-Ost - TG 08 Ober-Roden |

### Gruppe Nord
| Datum          | Heimmannschaft       | Ergebnis    | Gastmannschaft          |
| -------------- | -------------------- | ----------- | ----------------------- |
| Sa, 15.03.1986 | TSV Bayer Dormagen   | 22:24       | TSB Flensburg           |
| Sa, 15.03.1986 | TUSEM Essen          | 30:20       | SG Weiche-Handewitt     |
| Sa, 15.03.1986 | TV Emsdetten         | 16:24       | THW Kiel                |
| Sa, 15.03.1986 | TSG Herdecke         | 15:21       | HC TuRa Bergkamen       |
| Sa, 15.03.1986 | TS Großburgwedel     | 24:21       | TSV Bayer 04 Leverkusen |
| Sa, 15.03.1986 | SV Blau-Weiß Spandau | 19:18       | VfL Lichtenrade         |
| Sa, 15.03.1986 | VfL Fredenbeck       | 22:25 n. V. | OSC Thier Dortmund      |
| Sa, 15.03.1986 | TuS Nettelstedt      | 27:20       | VfL Hameln              |
| Sa, 15.03.1986 | TV 1891 Moselweiß    | 17:23       | TSV GWD Minden          |
| Sa, 15.03.1986 | Blau-Weiß Wittorf    | 20:26       | HSG TuRU Düsseldorf     |
| Sa, 15.03.1986 | Wermelskirchener TV  | 21:22       | TSV Verden              |
| Sa, 15.03.1986 | SGO Bremen           | 19:21 n. V. | TSV Ellerbek            |
| Sa, 15.03.1986 | VfL Bad Schwartau    | 31:27       | SG Olympia Longerich    |
| Sa, 15.03.1986 | LTV Wuppertal        | 21:20       | DSC Wanne-Eickel        |
| Sa, 15.03.1986 | TV Oppum             | 21:16       | MTV Herzhorn            |
| Sa, 15.03.1986 | SG VTB/Altjührden    | 20:23       | TBV Lemgo               |

### Gruppe Süd
| Datum          | Heimmannschaft        | Ergebnis    | Gastmannschaft                    |
| -------------- | --------------------- | ----------- | --------------------------------- |
| Sa, 15.03.1986 | TV Weilstetten        | 26:34       | MTSV Schwabing                    |
| Sa, 15.03.1986 | TuS Griesheim         | 21:24       | VfL Günzburg                      |
| Sa, 15.03.1986 | TuS Schutterwald      | 22:20       | VfL Pfullingen                    |
| Sa, 15.03.1986 | TSV 1861 Zirndorf     | 17:24       | TV Großwallstadt                  |
| Sa, 15.03.1986 | TSV Birkenau          | 20:19       | TuSpo Nürnberg                    |
| Sa, 15.03.1986 | VfL Heppenheim        | 30:24       | TV Hüttenberg                     |
| Sa, 15.03.1986 | TSG Eintracht Mombach | 14:23       | Reinickendorfer Füchse            |
| Sa, 15.03.1986 | TSG Groß-Bieberau     | 20:21 n. V. | TSV Jahn Gensungen                |
| Sa, 15.03.1986 | TG 08 Ober-Roden      | 22:21 n. V. | SKV Oberstenfeld                  |
| Sa, 15.03.1986 | SG Wallau/Massenheim  | 20:13       | TuS Hofweier                      |
| Sa, 15.03.1986 | TSV Oftersheim        | 19:22       | VfL Gummersbach                   |
| Sa, 15.03.1986 | TV Plochingen         | 18:27       | SG Leutershausen                  |
| Sa, 15.03.1986 | TuS 04 Dansenberg     | 26:19       | Akademischer Turnverein zu Berlin |
| Sa, 15.03.1986 | HSC Frankenthal       | 14:18       | Frisch Auf Göppingen              |
| Sa, 15.03.1986 | TG 1848 Donzdorf      | 13:19       | TuS Eintracht Wiesbaden           |
| Sa, 15.03.1986 | TSV 05 Rot            | 22:30       | TSV Milbertshofen                 |

## 2. Hauptrunde
Qualifiziert waren für die 2. Hauptrunde folgende 32 Mannschaften, die hier nach ihrer Ligazugehörigkeit während der Saison 1985/86 aufgelistet sind.
 Gespielt wurde vom 5. bis 23. April 1986.
| Bundesliga | 2. Bundesliga | Regionalliga | Landesverband                                   |
| - VfL Gummersbach - THW Kiel - TUSEM Essen - MTSV Schwabing - TV Großwallstadt (TV) - HSG TuRU Düsseldorf - TSV GWD Minden - Reinickendorfer Füchse - TBV Lemgo - OSC Thier Dortmund - VfL Günzburg - Frisch Auf Göppingen (TV) – Titelverteidiger | Staffel Nord - HC TuRa Bergkamen - TuS Nettelstedt - TSB Flensburg - TSV Verden Staffel Süd - SG Wallau/Massenheim - SG Leutershausen - TSV Milbertshofen - TuS Schutterwald - TSV Jahn Gensungen - TSV Birkenau - TuS Eintracht Wiesbaden - VfL Heppenheim | Nord - VfL Bad Schwartau - TS Großburgwedel - TSV Ellerbek Berlin - SV Blau-Weiß Spandau West - TV Oppum - LTV Wuppertal Südwest - TuS 04 Dansenberg | 2. Bezirksliga Darmstadt-Ost - TG 08 Ober-Roden |

### Gruppe Nord
| Datum           | Heimmannschaft       | Ergebnis | Gastmannschaft      |
| --------------- | -------------------- | -------- | ------------------- |
| Sa, 05.04.1986  | THW Kiel             | 28:21    | TSV GWD Minden      |
| Sa, 05.04.1986  | HC TuRa Bergkamen    | 24:19    | TBV Lemgo           |
| Sa, 05.04.1986  | LTV Wuppertal        | 26:20    | TS Großburgwedel    |
| Sa, 05.04.1986  | TuS Nettelstedt      | 21:14    | TSB Flensburg       |
| Sa, 05.04.1986  | VfL Bad Schwartau    | 22:25    | TUSEM Essen         |
| Sa, 05.04.1986  | TV Oppum             | 25:30    | HSG TuRU Düsseldorf |
| Sa, 05.04.1986  | TSV Ellerbek         | 22:23    | TSV Verden          |
| Fr, .11.04.1986 | SV Blau-Weiß Spandau | 14:20    | OSC Thier Dortmund  |

### Gruppe Süd
| Datum           | Heimmannschaft       | Ergebnis | Gastmannschaft          |
| --------------- | -------------------- | -------- | ----------------------- |
| Sa, 05.04.1986  | TG 08 Ober-Roden     | 18:25    | VfL Günzburg            |
| Sa, 05.04.1986  | TuS Schutterwald     | 34:25    | VfL Heppenheim          |
| Sa, 05.04.1986  | TSV Birkenau         | 18:20    | TV Großwallstadt        |
| Sa, 05.04.1986  | SG Leutershausen     | 21:24    | MTSV Schwabing          |
| Sa, 05.04.1986  | TSV Jahn Gensungen   | 23:24    | Frisch Auf Göppingen    |
| Sa, 05.04.1986  | TSV Milbertshofen    | 24:16    | TuS Eintracht Wiesbaden |
| Sa, 05.04.1986  | SG Wallau/Massenheim | 24:20    | Reinickendorfer Füchse  |
| Mi, .23.04.1986 | TuS 04 Dansenberg    | 18:28    | VfL Gummersbach         |

## Achtelfinale
Qualifiziert waren für das Achtelfinale folgende 16 Mannschaften, die hier nach ihrer Ligazugehörigkeit während der Saison 1985/86 aufgelistet sind.
 Gespielt wurde vom 7. bis 21. Mai 1986.
| Bundesliga | 2. Bundesliga | Regionalliga         |
| - VfL Gummersbach - THW Kiel - TUSEM Essen - MTSV Schwabing - TV Großwallstadt (TV) - HSG TuRU Düsseldorf - OSC Thier Dortmund - VfL Günzburg - Frisch Auf Göppingen (TV) – Titelverteidiger | Staffel Nord - HC TuRa Bergkamen - TuS Nettelstedt - TSV Verden Staffel Süd - SG Wallau/Massenheim - TSV Milbertshofen - TuS Schutterwald | West - LTV Wuppertal |

| Datum                  | Heimmannschaft       | Ergebnis    | Gastmannschaft      |
| ---------------------- | -------------------- | ----------- | ------------------- |
| Mi, 0.7.05., 19:30 Uhr | MTSV Schwabing       | 23:17       | LTV Wuppertal       |
| Do, 08.05., 17:00 Uhr  | TuS Schutterwald     | 26:23       | TuS Nettelstedt     |
| Mi, .15.05., 19:30 Uhr | TUSEM Essen          | 33:21       | HC TuRa Bergkamen   |
| Mi, .21.05., 20:00 Uhr | OSC Thier Dortmund   | 19:16       | TV Großwallstadt    |
| Mi, .21.05., 20:00 Uhr | Frisch Auf Göppingen | 28:29 n. V. | THW Kiel            |
| Mi, .21.05., 20:00 Uhr | TSV Milbertshofen    | 20:25       | HSG TuRU Düsseldorf |
| Mi, .21.05., 20:00 Uhr | VfL Gummersbach      | 30:19       | TSV Verden          |
| Mi, .21.05., 20:00 Uhr | SG Wallau/Massenheim | 11:14       | VfL Günzburg        |

## Viertelfinale
Qualifiziert waren für das Viertelfinale folgende acht Mannschaften, die hier nach ihrer Ligazugehörigkeit während der Saison 1985/86 aufgelistet sind.
 Gespielt wurde am 28. Mai 1986.
| Bundesliga | 2. Bundesliga                  |
| - VfL Gummersbach - THW Kiel - TUSEM Essen - MTSV Schwabing - HSG TuRU Düsseldorf - OSC Thier Dortmund - VfL Günzburg | Staffel Süd - TuS Schutterwald |

| Datum          | Heimmannschaft   | Ergebnis    | Gastmannschaft      |
| -------------- | ---------------- | ----------- | ------------------- |
| Mi, 28.05.1986 | TUSEM Essen      | 22:24 n. V. | HSG TuRU Düsseldorf |
| Mi, 28.05.1986 | VfL Gummersbach  | 23:15       | OSC Thier Dortmund  |
| Mi, 28.05.1986 | TuS Schutterwald | 22:20       | THW Kiel            |
| Mi, 28.05.1986 | MTSV Schwabing   | 27:20       | VfL Günzburg        |

## Halbfinale
Qualifiziert waren für das Halbfinale folgende vier Mannschaften, die hier nach ihrer Ligazugehörigkeit während der Saison 1985/86 aufgelistet sind.
 Gespielt wurde am 3. und 4. Juni 1986.
| Bundesliga                                               | 2. Bundesliga                  |
| - VfL Gummersbach - MTSV Schwabing - HSG TuRU Düsseldorf | Staffel Süd - TuS Schutterwald |

| Datum          | Heimmannschaft  | Ergebnis | Gastmannschaft      |
| -------------- | --------------- | -------- | ------------------- |
| Di, 03.06.1986 | MTSV Schwabing  | 33:19    | TuS Schutterwald    |
| Mi, 04.06.1986 | VfL Gummersbach | 29:17    | HSG TuRU Düsseldorf |

## Finale DHB-Pokal
Das Finale um den DHB-Pokal, das aus Hin- und Rückspiel bestand, wurde am 11. und 14. Juni 1986 zwischen dem VfL Gummersbach und MTSV Schwabing ausgetragen. Den Pokal sicherte sich zum ersten Mal die Mannschaft vom MTSV Schwabing, die im Finale Gummersbach mit 48:47 (Hinspiel 32:29, Rückspiel 16:18) besiegte.
| Datum                     |                 | Gesamt |                | Hinspiel      | Rückspiel     |
| ------------------------- | --------------- | ------ | -------------- | ------------- | ------------- |
| Mi 11. Juni / Sa 14. Juni | VfL Gummersbach | 47:48  | MTSV Schwabing | 29:32 (14:16) | 18:16 (11:11) |

### Hinspiel
Mittwoch, 11. Juni 1986 in Gummersbach, Sporthalle Gummersbach, 1.200 Zuschauer
VfL Gummersbach: Thiel, Heil – Fitzek (3), Dammann (1) , Krokowski  (5) , Lehnertz (2), Hütt, Neitzel (9/1) , Rasmussen (9/4), Salewski. Trainer: K. Brand
MTSV Schwabing: Redl – Roth  (6), Stangl, Kofler, Dörhöfer (3/2) , Zlattinger, Sahm (11), Grupe , Timm (5), Rađenović (7/1). Trainer: Milković
Schiedsrichter: Erhard Hofmann & Manfred Prause

### Rückspiel
Samstag, 14. Juni 1986 in München, Rudi-Sedlmayer-Halle, 2.200 Zuschauer
MTSV Schwabing: Redl – Roth  (2) , Stangl, Kofler (2), Dörhöfer (7/4) , Zlattinger, Sahm (1), Grupe, Timm (1) , Rađenović (3/1). Trainer: Milković
VfL Gummersbach: Thiel – Gossow, Fitzek (2), Dammann (2), Fanger, Krokowski  (1), Lehnertz (1) , Hütt, Neitzel (5/1)  , Rasmussen (4) , Salewski (3) . Trainer: K. Brand 
Schiedsrichter: Willi Bußjäger & Heinz Hauck